# مسجد السوريين
مَسْجِدُ السَّورِيِّينَ مسجد يقع بمدينة طنجة بالمملكة المغربية. تأسس سنة 1975 من طرف عائلة ططري من حلب وعائلة ترجمان من دمشق تخليدا للمشاركة المغربية في حرب الجولان ضد إسرائيل، وبعد الانتفاضة السورية تحول هذا المسجد رمزاً للتضامن المغربي مع الشعب السوري في انتفاضته ضد نظام بشار الأسد. يلقى المسجد إقبالا كثيفا في شهر رمضان للاستماع لتلاوة إمام المسجد يونس الوسيني، وما يجذب المصلين أيضا هو توفره على باحة واسعة.